# ウクライナ関係記事の一覧
ウクライナに関係する記事の一覧。
- 人名ならびウクライナ出身の人物に関してはウクライナ人の一覧を参照。

## あ行
- アエロスヴィート航空
- アーセナル
- アントーノフ

- イーウチェンコ
  - アカデミー会員O・H・イーウチェンコ記念プロフレース・ザポリージャ機械製作設計局

- ヴィーンヌィツャ
- ウエズド - かつてキエフ・ルーシを始めとしたユーラシアの地域・地方で用いられていた行政区画
- ヴェルホーヴナ・ラーダ
- ウクライィーンスィキ・ソーコルィ
- ウクライーネ国家弁務官区
- ウクライナ
- ウクライナ海軍
- ウクライナ海軍航空隊
- ウクライナ共和国
- ウクライナ空軍
- ウクライナ語
  - ウクライナ語辞書の一覧（ウクライナ語版）
  - ウクライナ語の日本語表記
- ウクライナ国
- ウクライナ国海軍
- ウクライナ国際航空752便撃墜事件
- ウクライナ国防省情報総局
- ウクライナ国家警護庁（ウクライナ語版）
- ウクライナ国民軍（英語版、ロシア語版、ウクライナ語版） - かつて存在していた軍隊で、ガリツィアからの義勇兵が主体となっていた。この軍隊は武装親衛隊の第14SS武装擲弾兵師団を前身としている
- ウクライナ人民共和国軍
- ウクライナ・コサック
- ウクライナ・シーチ銃兵隊
- ウクライナにおける「ネオナチ問題」
- ウクライナ人
- ウクライナ人の一覧
- ウクライナ人民共和国
- ウクライナ人民共和国 (ソビエト派)
- ウクライナ正教会
- ウクライナ・ソビエト共和国
- ウクライナ・ソビエト社会主義共和国
- ウクライナ対外情報庁
- ウクライナ大統領府
- ウクライナ中央ラーダ
- ウクライナの金属生産
- ウクライナの国旗
- ウクライナの航空会社
  - ウクライナ航空
  - ウクライナ国際航空
- ウクライナ保安庁
- ウクライナ防空軍
- ウクライナ・バロック
- ウクライナ陸軍航空隊
- ウクラインカ
- ウクライナのファーストレディ
- 欧州サッカー連盟
- オデッサ
- オデッサ国際空港
- オデッサ州
- オプティミスティチナ洞窟（ウクライナ語版、ルーマニア語版、英語版） - 同国西南部に位置する洞窟で、ユーラシア大陸においては最大（世界第3位～5位）の規模を誇る。石灰岩が主体で、それらの洞窟としては最も長いものとなっている
- オレクサンドリーヤ
- オレンジ革命

## か行
- かつてのウクライナの国家の一覧
- カリーニン
- キーウ
- キーウ河川港
- キーウ・ジュリャーヌィ国際空港
- キーウ大学
- キエフ大公国
- キーウ地下鉄
- キーウ・チャイカ空港
- キーウ・ペチェールシク大修道院
- キーウ旅客駅
- キエフ連隊
- キシュカ
- キロヴォフラード州
- クリミア自治共和国
- クリミア半島
- クルガン
- ケルソネソス
- ケルソネソス・タウリケの古代都市とその農業領域
- コサック
- 黒海
  - 黒海洪水説
- 黒海海軍合同任務群 - 黒海における多国籍海軍部隊。ウクライナは黒海周辺国の海軍と共にこの部隊を構成している
- 黒海経済協力機構
- 黒海ドイツ人
- 黒海の戦い (第二次世界大戦) - ソ連時代に行なった戦闘活動
- コブザーリ - ウクライナの吟遊詩人
- コブザール -  タラス・シェフチェンコの詩集

## さ行
- ザカルパッチャ州
- サッカーウクライナ代表
- ザポリージャ (潜水艦)
- ザポロージャ
- シベリア航空機撃墜事件
- ジトーミル
- シャシリク
- シャフタール・ドネツク
- シュテットル
- 消滅した政権一覧
- ズミイヌイ島
- スルジク - 同国でのコミュニケーションの一．ウクライナ語の話者がロシア語の表現を交えながら話すことを指す
- セヴァストーポリ
- セヴァストーポリ (フリゲート)
- 設計局 - かつてソ連各地に存在していた部局で、直訳は試作設計局 (Experimental Design Bureau)。存在当時は兵器などを設計・開発していた。略称ОКБ (OKB)
- ゼニット (ロケット)
- 全ウクライナ臨時委員会（ウクライナ語版、英語版） - かつて存在していた組織の一つ。チェーカーの支部としてウクライナ地域に設立された
- ソビエト連邦 - 略称『ソ連』。前身の一つのウクライナ・ソビエト社会主義共和国はこの連邦国家の構成共和国であった
  - ソビエト連邦の崩壊

## た行
- タウリカ
- ダンノシリーズ（ロシア語版） - ソ連時代の作家ニコライ・ノソフ（ウクライナ語版、ロシア語版）が執筆したシリーズ童話
  - 太陽の街のダンノ（ロシア語版） - ダンノシリーズの第二作に当たる
- チェルニウツィー
- チェルノブイリ原子力発電所
- チャイカ
- チョルノーブィリ
- ディナモ・キーウ
- テルノーピリ
- テルノーピリ州
- テルノーピリ (コルベット)
- ディレクトーリヤ
- ドゥムカ
- ドニエストル川
- ドニプロペトロウシク
- ドニプロペトロウシク国際空港
- ドニプロペトロウシク (フリゲート)
- ドネツィク
- ドネーツィク (小型揚陸艦)

## は行
- バンドゥーラ
- 東ヨーロッパ
- プード
- ブコビナ
- ブジャク
- フランコフォニー国際機関 - 中東欧の内の1ヶ国として参加。
- ブリヌイ
- ブリャーク
- プルト川
  - プルート川の戦い
  - プルト条約
- ブロディ
- ブロバルイの戦い
- 平和のためのパートナーシップ
- ヘーチマン
- ヘーチマン・サハイダーチヌイ (フリゲート)
- ヘーチマン・ヴィシュネヴェーツィクィイ (フリゲート)
- オタマーン・スィージル・ビールィイ (フリゲート)
- ホストーメリ空港
- ホパック
- ボリースピリ国際空港
- ボルシチ

## ま行
- マトリョーシカ人形
- 民主的選択共同体（ウクライナ語版、英語版） - 2005年に組織された地域機構。正式名は「民主主義的選択共同体」（英: Community of Democratic Choice　略称CDC）で、ウクライナとジョージアが中心となって発足された
- ムィコラーイウ (フリゲート)
- モルドバ - 隣国の一つ。ウクライナとは様々な面で深い関係を持ち合わせている

## や行
- ユーラシア
- ユーラシア経済共同体
- ユーラシア主義

## ら行
- ラーダ
- ラヨン - 同国の群の名称。ソ連ならびその構成国家であった歴史を持つ国々の行政区画単位で、現在もその該当国家で使用されている
- リヴィウ
- リヴィウ国際空港
- リヴィウ大学
- リヴィウ - チョプ線
- リヴィウ - プシェムィシル線
- リヴィウ - ブロディ線
- リヴィウ工科大学
- ルーマニア - 隣国の一つ
- ロズディルナ郡（ウクライナ語版） - オデッサ州の郡の一つ
  - ロズディルナ（ウクライナ語版、ロシア語版） - ロズディルナ郡の行政中心都市

## わ行
- ワルシャワ条約機構 - 冷戦期に前身であるウクライナ・ソビエト社会主義共和国（ソ連）が加盟していた。
  - ワルシャワ条約 (1955年)

## 英記号・数字
- K・A・カリーニン記念試作設計局 - かつてウクライナ・ソビエト社会主義共和国（USSR）に存在していた航空機メーカー
- O・K・アントーノウ記念航空科学技術複合体 - ウクライナの航空機メーカーの一つで、別名は『ANTK アントーノウ』。前身はアントノフ設計局（ОКБ имени О.К.Антонова）という、ソ連の有力な設計局の一つだった
  - An-225 - アントノフ設計局が開発した大型輸送機で6発のジェットエンジンが備え付けられている

- 2004年ウクライナ大統領選挙
- 2022年ロシアのウクライナ侵攻
- 2022年ロシアのウクライナ侵攻における軍事衝突の一覧
- 2022年ロシアのウクライナ侵攻における戦闘序列

## その他
- Wikipedia:外来語表記法/ウクライナ語